# پادشاه شوآن ژو
پادشاه شوآن از ژو (به چینی: 周宣王) با نام شخصی جی جینگ (به چینی: 姬靜)؛ یازدهمین پادشاه دودمان ژو در چین باستان بود. تاریخ سلطنت وی در حدود ۸۲۷/۲۵ پ. م تا ۷۸۲ پ. م است.

## زندگی
او برای بازگرداندن اقتدار سلطنتی پس از نایب‌السلطنگی گونگ‌هه تلاش کرد. او با «بربرهای غربی» (احتمالا شیانیون) و گروه دیگری در رود هوآی در جنوب شرقی جنگید. او در نهمین سال سلطنت خود، همه اربابان را به جلسه‌ای فراخواند. بعداً او در درگیرهای جانشینی در ایالات لو، ویی و چی مداخله نظامی کرد. سیما چیان می‌گوید: «از این زمان به بعد، بسیاری از اربابان علیه دستورهای سلطنتی شورش می‌کردند.» با توجه به حاشیه‌نویسی ژانگ شوجی (史記正義) به سوابق تاریخ‌دان بزرگ سیما چیان، گفته می‌شود که پادشاه شوآن دو بو بی گناه (حاکم تانگدو، 唐杜公) را کشت و بر اساس افسانه‌ها خود نیز با تیری که توسط روح دو بو شلیک شد؛ کشته شد. پسرش، پادشاه یو ژو، آخرین پادشاه ژو باختری بود.

## خانواده
ملکه‌ها
- ملکه شیان ژو از خاندان لو از طایفه جیانگ ایالت چی (週獻後 姜姓 呂氏)؛ شناخته شده با نام ملکه جیانگ؛ دختر حاکم وو چی و مادر ولیعهد گونگ‌شنگ

صیغه‌ها
- بانو هو (後夫人)
- نو جیو (女鳩)

پسران
- ولیعهد گونگ‌شنگ (太子宮涅؛ مرگ ۷۷۱ پ. م)؛ پادشاه یو ژو
- شاهزاده یوچن (王子餘臣؛ مرگ ۷۵۰ پ. م)؛ با عنوان پادشاه شیه ژو ادعای سلطنت کرد.
- شاهزاده چانگفو (王子長父)؛ مرزبان یانگ